# Блатмак мак Аэдо Слане

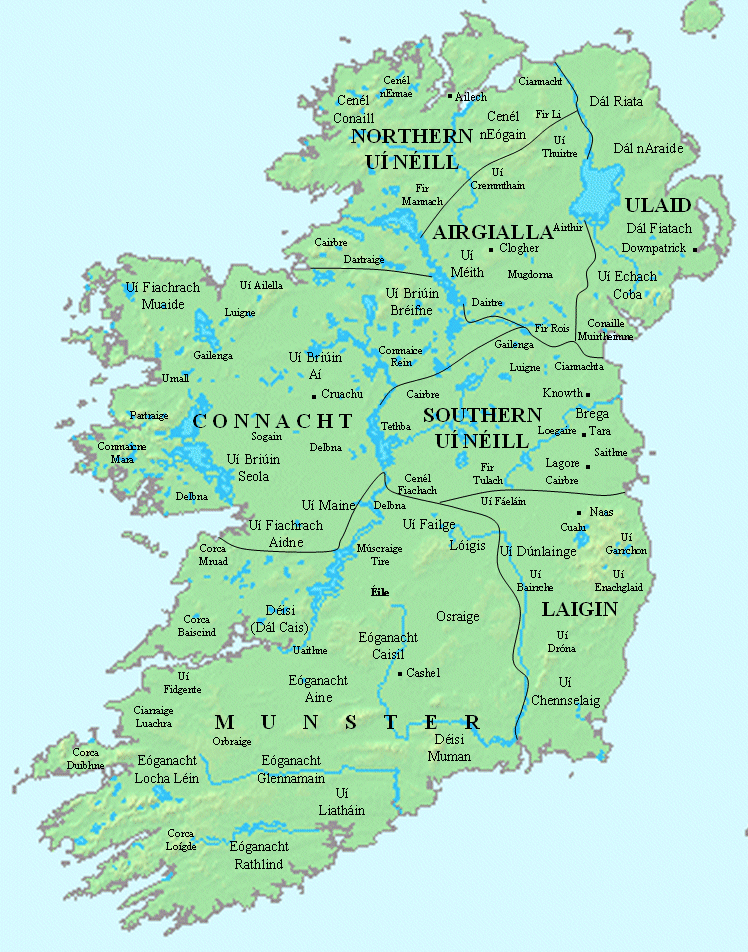
Ирландия в Раннее Средневековье

Блатмак мак Аэдо Слане (Блаймак мак Аэдо Слане; др.‑ирл. Blathmac mac Áedo Sláine; умер в 665) — король Бреги (634—665) и верховный король Ирландии (658—665) из рода Сил Аэдо Слане, ветви Южных Уи Нейллов. Правил совместно со своим единокровным братом Диармайтом мак Аэдо Слане.

## Биография

### Происхождение
Блатмак был одним из сыновей Аэда Слане, родоначальника одной из двух крупнейших ветвей Южных Уи Нейллов, получившей по нему своё название — Сил Аэдо Слане. Другой влиятельнейшей ветвью Южных Уи Нейллов был Кланн Холмайн, представители которой вели свою родословную от брата Аэда Слане, короля Миде Колмана Старшего. Матерью Блатмака была первая супруга его отца, Фланн (или Лам), происхождение которой неизвестно.
Аэд Слане был первым правителем королевства Брега, полученного им после раздела владений его отца, убитого в 565 году Диармайта мак Кербайлла. Отец Блатмака мак Аэдо Слане погиб в 604 году, оставив своим сыновьям власть над Брегой, которой его потомки правили в течение следующих нескольких веков. После гибели Аэда Слане престол Бреги наследовали один за одним его сыновья: сначала Коналл Лаэг Брег, а потом совместно Конгал мак Аэдо Слане и Айлиль Арфист. Все они пали в междоусобных воинах с представителями соперничавшего с Сил Аэдо Слане рода Кланн Холмайн. Короли Конгал и Айлиль погибли в 634 году, сражаясь с королём Миде Коналлом Гутбинном. После его смерти власть над Брегой перешла к младшим сыновьям Аэда Слане, Блатмаку и Диармайту, ставшим королями-соправителями.

### Король Бреги
Согласно сведениям исторических источников, из двух королей-соправителей Диармайт мак Аэдо Слане был наиболее деятельным и одарённым. Вследствие этого он чаще, чем его брат Блатмак, упоминается в ирландских анналах. Эти источники сообщают о нескольких крупных успехах Диармайта (например, об убийстве им короля Коналла Гутбинна и победе над войском септа Кланн Холмайн Бикк в 635 году), однако не упоминают об участии в этих событиях короля Блатмака.
В то время за титул верховного короля Ирландии боролись Домналл мак Аэдо из рода Кенел Конайлл и правитель Ульстера Конгал Кривой. В этой войне Диармайт и Блатмак, вместе со своим братом Дунхадом, поддержали возглавленную королём Домналлом коалицию, в которую кроме них вошли Келлах мак Маэл Кобо и Коналл Каэл из Кенел Конайлл. В произошедшем в 637 году сражении при Маг Рот войско королей-союзников одержало решительную победу над войском ульстерского правителя и примкнувших к нему короля Айлеха Крундмаэла мак Суибне и правителя Дал Риады Домналла I. Среди погибших на поле боя были король Конгал Кривой, а также сражавшиеся на его стороне сын и внук бывшего короля Миде Коналла Гутбинна, Айрметах Кривой и Фаэлху мак Айрметайг. Победа при Маг Рот позволила Блатмаку и Диармайту окончательно закрепить за собой лидерство среди Южных Уи Нейллов.
Вероятно, правление королей-соправителей Бреги в 640-х—650-х годах также не было мирным. По свидетельству анналов, в 649 году Диармайт мак Аэдо Слане разбил в сражении при Карн Конайлле коннахтцев во главе с Гуайре Айдне, а в 651 году были убиты два сына короля Блатмака, Дунхад и Коналл. Последнее событие легло в основу сюжета поэмы «Убийство трёх сыновей Диармайта мак Кербайлла» (др.‑ирл. Orgguin Trí Mac Díarmata mic Cerbaill), в которой отцом убитых принцев ошибочно был назван их дед, король Диармайт. В поэме гибель Дунхада и Коналла связана с их походом в Лейнстер за данью. Повествуется также, что жаждавший мести король Диармайт сам вторгся в лейнстерские земли, но под угрозой гибели был вынужден подчиниться убийце своих сыновей, Маэл Одрану из септа Дал Мессин Корб. Хотя средневековые источники называют убийцей сыновей Блатмака лейнстерца Маэл Одрана, современные историки предполагают, что убийство могло быть организовано Диармайтом или его сторонниками, желавшими ослабить позиции короля Блатмака.
Сохранилось несколько преданий, связанных с Блатмаком мак Аэдо Слане. В одной из легенд сообщается об изгнании Блатмаком и Диармайтом монахов во главе со святым Мо Хутой из основанного теми большого монастыря в Рахане. Главную роль в изгнании предание отводит королю Блатмаку и аббатам из центральных районов острова, в то время как Диармайт представлен сторонником примирения со святым. В этом рассказе нашли отражение реальные факты сильного недовольства ирландских церковников ростом влияния выходцев из мунстерского духовенства в VII—VIII веках. В другом предании повествуется о том, что однажды Блатмак захватил заложников, проживавших на монастырских землях. За это по молитвам святого Фехина на короля пала божественная кара: дотла сгорела принадлежавшая ему крепость. После этого устрашённый Блатмак немедленно освободил всех заложников. В другом предании рассказывалось о том, как святой Фехин, будучи послом Диармайта и Блатмака к Домналлу мак Аэдо, с помощью божественной силы преодолел козни друида верховного короля.
После умершего в 642 году Домналла мак Аэдо титул верховного короля унаследовали его племянники Келлах мак Маэл Кобо и Коналл Каэл. Об этом известно из сообщений ирландских анналов, хотя наиболее древний из списков королей Тары, сохранившийся в составе саги «Видение Конна», называет преемниками Домналла королей Блатмака и Диармайта. Вероятно, правители Бреги после смерти Домналла мак Аэдо предъявили притязания на титул верховного короля, что и нашло отражение в противоречивости сообщений средневековых источников о преемниках Домналла мак Аэдо. Противостояние между двумя парами королей-соправителей вылилось в открытую вражду, в ходе которой Коналл Каэл был убит в 654 году Диармайтом. В 658 году скончался и король Келлах мак Маэл Кобо, после смерти которого титул верховного короля Ирландии перешёл к Блатмаку и его брату Диармайту.

### Верховный король Ирландии
О правлении Блатмака мак Аэдо Слане как верховного короля Ирландии известно не очень много. Анналы упоминают о смерти в 660 году одного из его сыновей, Эохайда, но не сообщают никаких подробностей этого события. Несмотря на это, историки высказывают мнение, что Эохайд мог стать жертвой борьбы за власть между его отцом и Диармайтом. В «Анналах Тигернаха» и «Хронике скоттов» сообщается, что в 662 году Блатмак потерпел от сторонников своего брата Диармайта поражение в сражении при Огомане и был отстранён от власти. Однако свидетельства об этом событии отсутствуют в записанных в более раннее время «Анналах Ульстера», и поэтому данные о свержении Блатмака могут быть недостоверными.
Согласно саге «Борома», Блатмак и Диармайт мак Аэдо Слане получили дань скотом, которую лейнстерцы традиционно выплачивали верховным королям Ирландии. В одном из преданий о Молинге рассказывалось, как при посредничестве этого святого была установлена граница между Лейнстером и владениями королей Блатмака и Диармайта в Бреге. По свидетельству легенды, с тех пор северная граница Лейнстера стала проходить по реке Ри.
Значительное внимания исторические источники уделяют эпидемии чумы, обрушившейся на Ирландию, согласно «Анналам Ульстера», 1 августа 664 года. Среди множества жителей острова, умерших в 665 году от этой болезни, были и короли Диармайт и Блатмак. После кончины королей-соправителей власть над Брегой и титул верховного короля Ирландии унаследовал сын Блатмака, король Сехнуссах мак Блатмайк.
По мнению ирландских средневековых историков, правление Блатмака и Диармайта мак Аэдо Слане было «золотым веком» для Ирландии. К этим временам были отнесены сюжеты многих легенд и преданий, а события этого периода нашли отражение в нескольких ирландских поэмах.

### Семья
Согласно средневековым генеалогическим трактатам, супругой Блатмака мак Аэдо Слане была его мачеха Эйтн инген Бренайнн, вторая жена его отца Аэда Слане и мать его шести единокровных братьев. В «Анналах Ульстера» этот брак назван противным Богу «излишеством».
По преданиям, детьми Блатмака и Эйтн были восемь сыновей: Дунхад, Коналл, Эохайд и Айлиль (умер в 660), скончавшиеся ещё при жизни отца, и Сехнуссах, Кенн Фаэлад, Колку (погиб в 683) и Конгал, умершие уже после его смерти. Сехнуссах и Кенн Фаэлад не только владели престолом Бреги, но и были верховными королями Ирландии. Однако в дальнейшем потомки Блатмака не играли никакой значительной роли в ирландской истории.